# Floris Saint George
Floris Saint George (fl. XX secolo) è stata una tennista australiana.

## Biografia
Durante la sua carriera giunse in finale nel doppio all'Australian Open nel 1922 perdendo contro Marjorie Mountain e Esna Boyd Robertson in tre set (1-6, 6-4, 7-5), compagna nell'occasione era Lorna Utz.